# Prymorsk
Prymorsk (ukrainisch Приморськ; russisch Приморск Primorsk) ist eine Stadt in der ukrainischen Oblast Saporischschja mit 11.700 Einwohnern (2019). Prymorsk war bis Juli 2020 das administrative Zentrum des gleichnamigen Rajons Prymorsk. Seitdem gehört das Gebiet zum neuen Rajon Berdjansk.

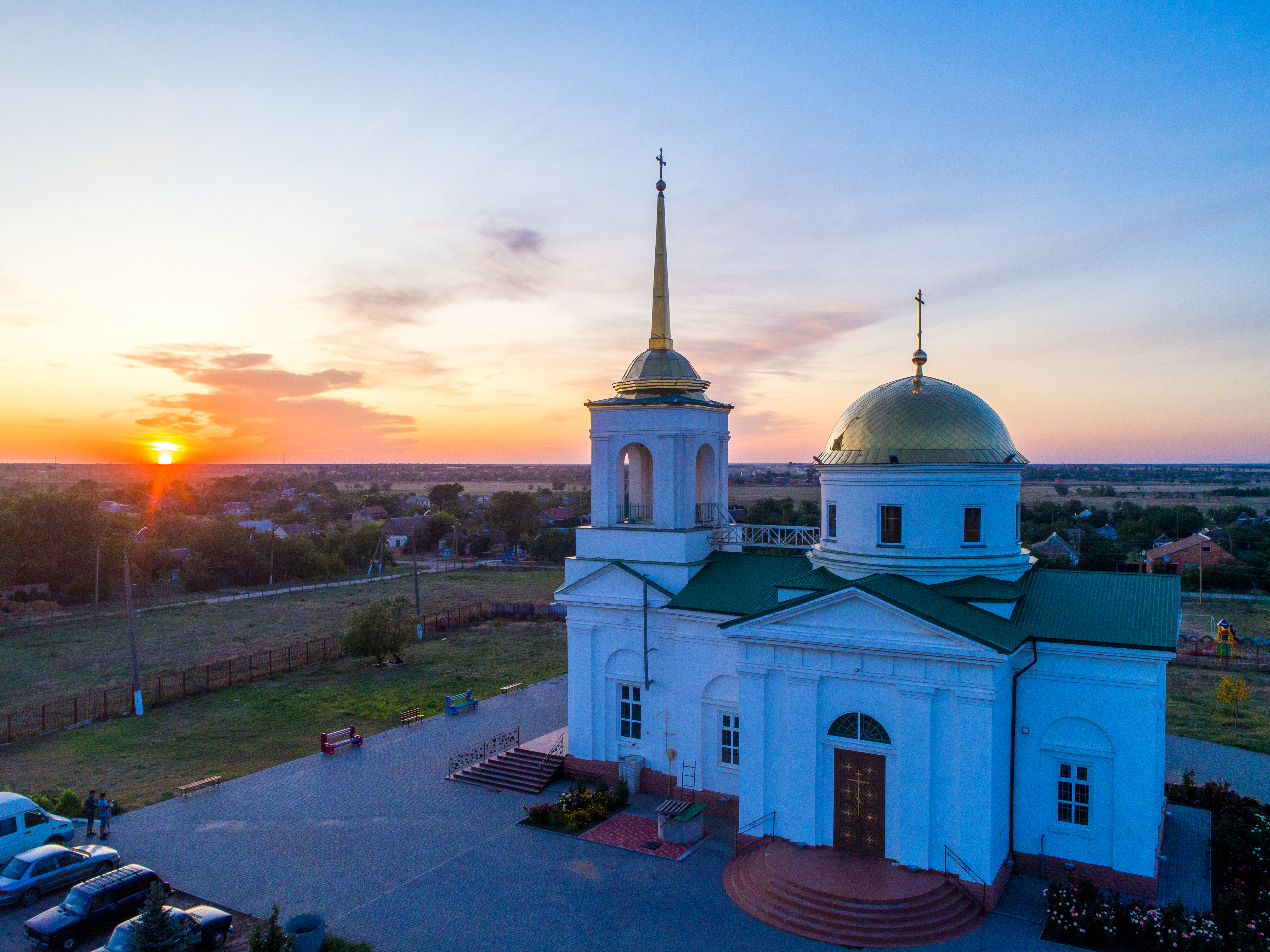
Kirche im Ort

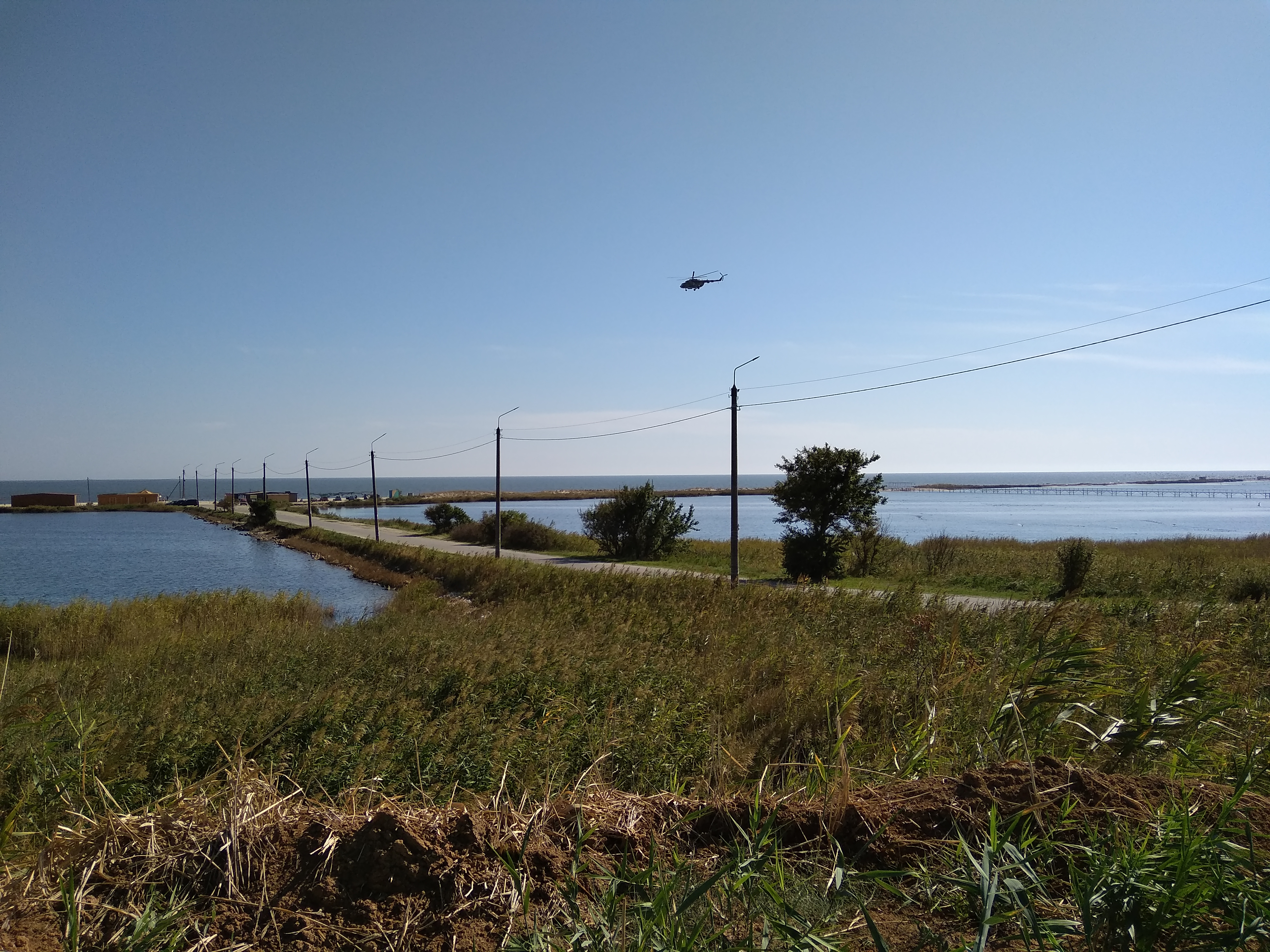
Strand von Prymorsk

## Geographie
Prymorsk liegt im Süden der Oblast Saporischschja 180 km südöstlich vom Oblastzentrum Saporischschja am Ufer des Flusses Obytitschna (ukrainisch Обитічна) und drei Kilometer vom Asowschen Meer entfernt. Die Stadt liegt an der Fernstraße M 14/E 58, über die Melitopol nach 80 km und Berdjansk nach 40 km zu erreichen ist.

## Verwaltungsgliederung
Am 22. August 2016 wurde die Stadt zum Zentrum der neugegründeten Stadtgemeinde Prymorsk (Приморська міська громада/Prymorska miska hromada). Zu dieser zählten auch die 2 Dörfer Komyschuwatka und Preslaw sowie die 2 Ansiedlungen Nabereschne und Podsporje, bis dahin bildete sie zusammen mit dem Dorf Komyschuwatka sowie den Ansiedlungen Nabereschne und Podsporje die gleichnamige Stadtratsgemeinde Prymorsk (Приморська міська рада/Prymorska miska rada) im Süden des Rajons Prymorsk.
Am 12. Juni 2020 kamen noch 15 weitere in der untenstehenden Tabelle aufgelistetene Dörfer zum Gemeindegebiet.
Seit dem 17. Juli 2020 ist sie ein Teil des Rajons Berdjansk.
Folgende Orte sind neben dem Hauptort Prymorsk Teil der Gemeinde:
| Name                     | Name           | Name                            |
| ukrainisch transkribiert | ukrainisch     | russisch                        |
| ------------------------ | -------------- | ------------------------------- |
| Asow                     | Азов           | Азов                            |
| Baniwka                  | Банівка        | Бановка (Banowka)               |
| Boryssiwka               | Борисівка      | Борисовка (Borissowka)          |
| Insiwka                  | Інзівка        | Инзовка (Insowka)               |
| Kalyniwka                | Калинівка      | Калиновка (Kalinowka)           |
| Komyschuwatka            | Комишуватка    | Камышеватка (Kamyschewatka)     |
| Losaniwka                | Лозанівка      | Лозановка (Losanowka)           |
| Losuwatka                | Лозуватка      | Лозоватка (Losowatka)           |
| Manujliwka               | Мануйлівка     | Мануйловка (Manuilowka)         |
| Maryniwka                | Маринівка      | Мариновка (Marinowka)           |
| Nabereschne              | Набережне      | Набережное (Nabereschnoje)      |
| Nowooleksijiwka          | Новоолексіївка | Новоалексеевка (Nowoalexejewka) |
| Nowopawliwka             | Новопавлівка   | Новопавловка (Nowopawlowka)     |
| Orliwka                  | Орлівка        | Орловка (Orlowka)               |
| Petriwka                 | Петрівка       | Петровка (Petrowka)             |
| Podsporje                | Подспор'є      | Подспорье                       |
| Preslaw                  | Преслав        | Преслав                         |
| Rajniwka                 | Райнівка       | Райновка (Rainowka)             |
| Wjatscheslawka           | Вячеславка     | Вячеславка                      |

## Geschichte
Gegründet wurde der Ort 1800 und erhielt den Namen Obitotschne (ukrainisch Обіточне). 1817 begann man, im Auftrag des Generalstatthalters von Neurussland Herzog von Richelieu, mit dem Bau eines Hafens an der Mündung des Obytitschna. Als man feststellte, dass die Lage für den Hafen schlecht gewählt war, stellte man die Arbeiten ein und baute den Hafen in Berdjansk. Zur Feier des Sieges über Napoleon bei dessen Russlandfeldzug 1812 erbaute man 1813 die orthodoxe Kirche der „Heiligen Dreifaltigkeit“.
Im Jahr 1821 wurde das Dorf nach den hier lebenden Angehörigen der Volksgruppe der Nogaier in Nogaisk (russisch Ногайськ) umbenannt und trug diesen Namen bis 1964, um dann den heutigen Namen zu erhalten. 1835 hatte die Siedlung 2927 und 1861 3248 Einwohner. 1896 erhielt das Dorf den Status einer Stadt, dieser wurde aber nach der Oktoberrevolution wieder aberkannt, 1938 bekam der Ort aber wieder den Status einer Siedlung städtischen Typs verliehen.
Am 6. Oktober 1941 wurde der Ort von der Wehrmacht besetzt und am 18. September 1943  von der Roten Armee befreit.
Nachdem Prymorsk zwischenzeitlich den Status einer Stadt verloren hatte, erhielt es diesen  abermals 1967.

## Bevölkerung
| 1835  | 1861  | 1897  | 1923  | 1926  | 1939  | 1959  | 1970  | 1979   | 1989   | 2001   | 2014   | 2019   |
| ----- | ----- | ----- | ----- | ----- | ----- | ----- | ----- | ------ | ------ | ------ | ------ | ------ |
| 2.927 | 3.248 | 3.963 | 3.849 | 4.522 | 8.500 | 9.634 | 9.996 | 12.380 | 13.965 | 12.973 | 12.194 | 11.679 |

Quelle: 1835–1861:; ab 1897:

## Persönlichkeiten
- Opanas Slastion (1831–1887), ukrainischer Maler, Grafiker, Ethnograf, Architekt